# Claudia Llosa
Claudia Llosa, född 15 november 1976 i Lima, är en peruansk filmregissör, manusförfattare och producent. Bland hennes verk märks Faustas pärlor som vann Guldbjörnen vid Filmfestivalen i Berlin 2009 och pris för bästa film vid Filmfestivalen i Guadalajara. Filmen blev 2010 den första peruanska filmen att nomineras till en Oscar för bästa icke-engelskspråkiga film.